# هم‌رقابتی
همرقابتی(به انگلیسی: Coopetition) یا هم-رقابتی به انگلیسی (به انگلیسی: Co-opetition)   بعضی وقت ها در انگلیسی "coopertition" هم نوشته می شود، یک نوواژه است که برای توصیف رقابت همکارانه پیشنهاد شده است. هم رقابتی در زبان انگلیسی یک تکواژ چندوجهی  از همکاری(cooperation ) و رقابت(competition) است که بر ماهیت خواستنی این نوع از کار مشترک تاکید می کند.
اصول پایه ای ساختار همرقابتی در نظریه بازی توصیف شده است.
هم رقابتی در سطوح درون سازمانی و میان سازمانی روی می دهد.
در سطح میان سازمانی همرقابتی زمانی شکل می گیرد که شرکت‌ها با هم نهشتی نسبی منافعشان با یک دیگر تعامل دارند. آنها با یکدیگر همکاری می کنند تا به ارزشی دست پیدا کنند که اگر بدون همکاری با یکدیگر فعالیت کنند به آن دست پیدا نخواهند کرد.
در سطح درون سازمانی همرقابتی میان افراد یا واحدهای عملیاتی درون یک سازمان مشخص اتفاق می افتد. طبق نظریه بازی و نظریات در همتنیدگی ، برخی مطالعات حضور همزمان همکاری و رقابت میان واحدهای عملیاتی و اثر آن بر رفتارهای اشتراک دانش را تحلیل می کنند.